# Dougong

Colorido dougong en el llamado templo Sagami.

El dougong (chino:斗拱) es un único elemento estructural que surge de la intersección de dos ménsulas de madera, es uno de los elementos más característicos de la arquitectura tradicional china, japonesa y coreana.
El uso de dougong apareció en Asia por primera vez en edificios de poco antes de la era cristiana y evolucionó en una red estructural que unían los pilares al borde del techo. Los dougong eran ampliamente utilizados en la antigua China durante el período llamado Primaveras y Otoños (770-476 a. C.) y desarrollaron un complejo conjunto de piezas intersecadas especialmente en los periodos Tang y Song. Las piezas se encajan sin adhesivos o clavos, gracias a un preciso trabajo de carpintero.
Transcurrida la dinastía Song, las ménsulas ocuparon un puesto más ornamental que estructural en edificios aúlicos y religiosos, alterando el dougong tradicional.

## Función

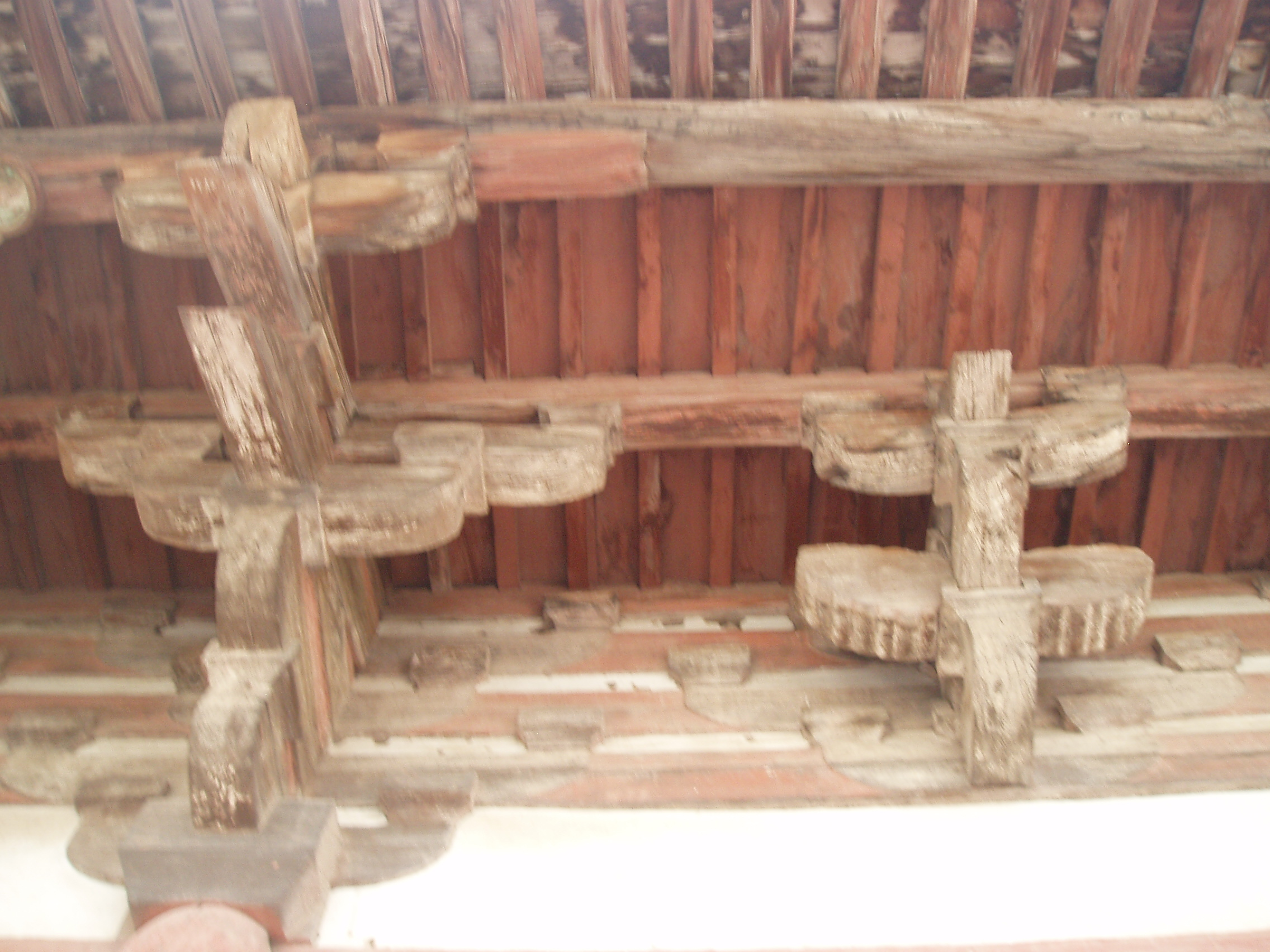
Dougong dentro del Salón Este del Templo Foguang, construido en 857 durante la dinastía Tang.

Los dougong eran parte de la red de soporte de madera, esenciales para la estructura de madera tradicional de los edificios chinos porque sus paredes no solían ser muros de carga, sino a menudo enrejado, paredes de adobe u otros materiales delicados. Las paredes eran delimitadores de espacio antes que soportes del peso.
Los conjuntos de ménsulas que intersecaban varias veces se construían colocando un gran bloque de madera (dou) en la columna que daba una base sólida a las ménsulas arqueadas (gong) para aguantar la viga u otro gong encima. La función del dougong era proporcionar un mayor apoyo para que las vigas horizontales repartieran el peso que aguantaban hacia los pilares. Este proceso puede repetirse muchas veces y elevarse varias series. Cuando añadían múltiples conjuntos de ménsulas interseccionadas o dougong reducían la cantidad de tensión de las vigas en la transferencia del peso a los pilares. Las series de dougong también tienen la propiedad de formar una estructura más "elástica" para resistir daños causados por terremotos.
Durante la dinastía Ming se produjo una innovación a través de la invención de nuevos componentes de madera que ayudaban al dougong a soportar el tejado. Así se podía recargar los elementos decorativos del doungong y los conjuntos de ménsulas pasaron a ser más numerosos y  pequeños. Los doungong podían colocarse bajo los aleros aparentando elegantes cestas de flores, mientras también sujetan el techo.
El templo Bao'en en Sichuan es un buen ejemplo del estilo Ming. Tiene cuarenta y ocho tipos y 2200 conjuntos de dougong que lo soportan y ornamentan. Este bien conservado complejo monástico del siglo XV situado al noroeste de la provincia de Sichuan fue construido por Wang Xi, un  señor feudal, entre 1440 y 1446 durante el reinado del emperador Yingzong (1427-1464) de la dinastía Ming (1368-1644).